# Walking Stiletto
Walking Stiletto è un personaggio dei fumetti pubblicati da Marvel Comics negli Stati Uniti d'America. È un robot creato da Stan Lee, John Romita Sr. e Sal Buscema, apparso per la prima volta in Captain America n. 114 (giugno 1969).
Walking Stiletto è stato creato da un agente dell'A.I.M., che lo usa per la prima volta contro Sharon Carter, quando questa cerca di infiltrarsi nell'organizzazione criminale. Sharon è salvata da Capitan America e Rick Jones, che distrugge il robot.
Anni dopo Walking Stiletto entra a fare parte della collezione di robot del Rianimatore, che lo scatena contro Nova e Wolverine, il quale lo sventra con i suoi artigli mettendolo fuori uso.